# Раян Бітті
Раян Кевін Бітті (англ. Ryan Kevin Beatty; нар. 25 вересня 1995, Кловіс, Каліфорнія, США) — американський співак. Він народився в місті Кловіс, штат Каліфорнія, і наразі живе в Лос-Анджелесі. Його дебютний міні-альбом Because of You дебютував на першій сходинці чарту iTunes Pop Charts і на сьомій сходинці Top 100 в 2012 році. Сингл Бітті «Hey LA» був використаний у загальнонаціональній кампанії AT&T проти текстових повідомлень під час водіння. У 2016 році Бітті свій дебютний альбомом під назвою Ryan Beatty.

## Кар'єра
З 2011 року Раян Бітті робив кавери на популярні пісні і публікував їх на своєму каналі на YouTube. Його відео отримували добрі відгуки та ставали популярними, а кавер на пісню Бруно Марса «Marry You» переглянули понад 6 мільйонів разів. Він випустив свій дебютний сингл «Every Little Thing» у листопаді 2011 року, який посів 89 позицію у чарті на iTunes Pop Charts. Райан Сікрест презентував дебютне музичне відео Бітті на пісню «Every Little Thing» 2 лютого 2012 року, після реакції шанувальників на трейлер кліпу.
Бітті згодом випустив свій дебютний міні-альбом Because of You, прем'єра якого відбулася на Radio Disney 23 липня 2012 року і вийшов суто в iTunes 24 липня 2012 року. Протягом 24 годин з моменту його випуску, Because of You очолив американський чарт US Pop Album Charts і посів 7 місце в чарті Top Album Charts.
«Hey LA» був провідним синглом дебютного міні-альбому і його прем'єра на Radio Disney отримала позитивні відгуки з боку фанатів. Журнал Entertainment Weekly влаштував ексклюзивну прем'єру музичного відео на пісню 3 вересня 2012 року. Прем'єра кліпу також була висвітлена на MTV.
Раян Бітті влітку 2013 року взяв участь в концертному турі Коді Сімпсона «Paradise Tour». Його перший тур, як хедлайнера, був запланований на листопад 2013 року, проте його відклали до 2014 року.
Бітті випустив сингл «Passion» зі свого дебютного студійного альбому в 2016 році, який був виданий того ж року.

## Громадська діяльність
У 2012 році Бітті був обраний, щоб бути одним із облич національної кампанії AT&T «Це може почекати», щоб покласти край текстовим повідомлення під час кермування автівкою. У січні 2013 року, Раян продовжував підтримувати кампанію «Це може почекати» живими виступами і виступом в Чикаго.

## Особисте життя
Бітті відкрито заявив про те що він гей в червні 2016 року, у віці 20 років, через три тижні після стрілянини в нічному клубі Орландо. Він завантажив в Instagram фотографію повітряної кулі з написом «Gay Power» з таким заголовком: «пишаюся бути палким гомосексуалом. 20 років я задихався в шафі, щоб сказати це, але тепер я можу, нарешті, дихати. я зробив це!»

## Нагороди, відзнаки і номінації
- 2011: журнал Billboard — Бітті зображено на 10 позиції на графіку Next Big Sound із зображенням артистів популярність яких швидко зростає через соціальні медіа.[13]
- 2011: журнал PopStar! — назвав його одним з 12 нових артистів, які стануть відкриттям у 2012 році.[6]
- 2011: журнал J-14 — Бітті став «гарячим хлопцем тижня».[14]
- 2012: Teen Choice Awards[en] — Найкраща вебзірка (номінація).[15]
- 2012: Увійшов до переліку журналу Billboard «21 до 21».[16]
- 2013: Teen Choice Awards — Найкраща вебзірка (номінація).
- 2013: Radio Disney Music Award 2013[en] — Прорив року (номінація).

## Дискографія

### Альбоми
- Ryan Beatty (2016)

### Міні-альбоми
| Назва            | Деталі альбому                                                                          |
| ---------------- | --------------------------------------------------------------------------------------- |
| Because of You   | - Дата видання: липень 2012 - Лейбл: самостійний випуск - Формат: цифрове завантаження  |
| Ryan Beatty — EP | - Дата видання: жовтень 2013 - Лейбл: самостійний випуск - Формат: цифрове завантаження |

### Сингли
| Назва                                                                           | Рік  | Найвища позиція в чартах | Найвища позиція в чартах | Альбом           |
| Назва                                                                           | Рік  | US                       | US Dance                 | Альбом           |
| ------------------------------------------------------------------------------- | ---- | ------------------------ | ------------------------ | ---------------- |
| «Every Little Thing»                                                            | 2011 | —                        | —                        | Non-album single |
| «Hey L.A»                                                                       | 2012 | —                        | —                        | Non-album single |
| «Chameleon»                                                                     | 2013 | —                        | —                        | Non-album single |
| «Passion»                                                                       | 2016 | —                        | —                        | Ryan Beatty      |
| «Stay Gold»                                                                     | 2016 | —                        | —                        | Ryan Beatty      |
| «—» denotes releases that did not chart or were not released in that territory. |      |                          |                          |                  |